# Marunouchi (métro de Nagoya)
Marunouchi (丸の内駅, Marunouchi-eki) est une station du métro de Nagoya sur les lignes Tsurumai et Sakura-dōri dans l'arrondissement de Naka à Nagoya.

## Situation sur le réseau
La station Marunouchi est située au point kilométrique (PK) 6,3 de la ligne Tsurumai et au PK 2,4 de la ligne Sakura-dōri.

## Histoire
La station a été inaugurée le 27 novembre 1981 sur ligne Tsurumai. La ligne Sakura-dōri y arrive le 10 septembre 1989.

## Services aux voyageurs

### Accès et accueil
La station est ouverte tous les jours.

### Desserte

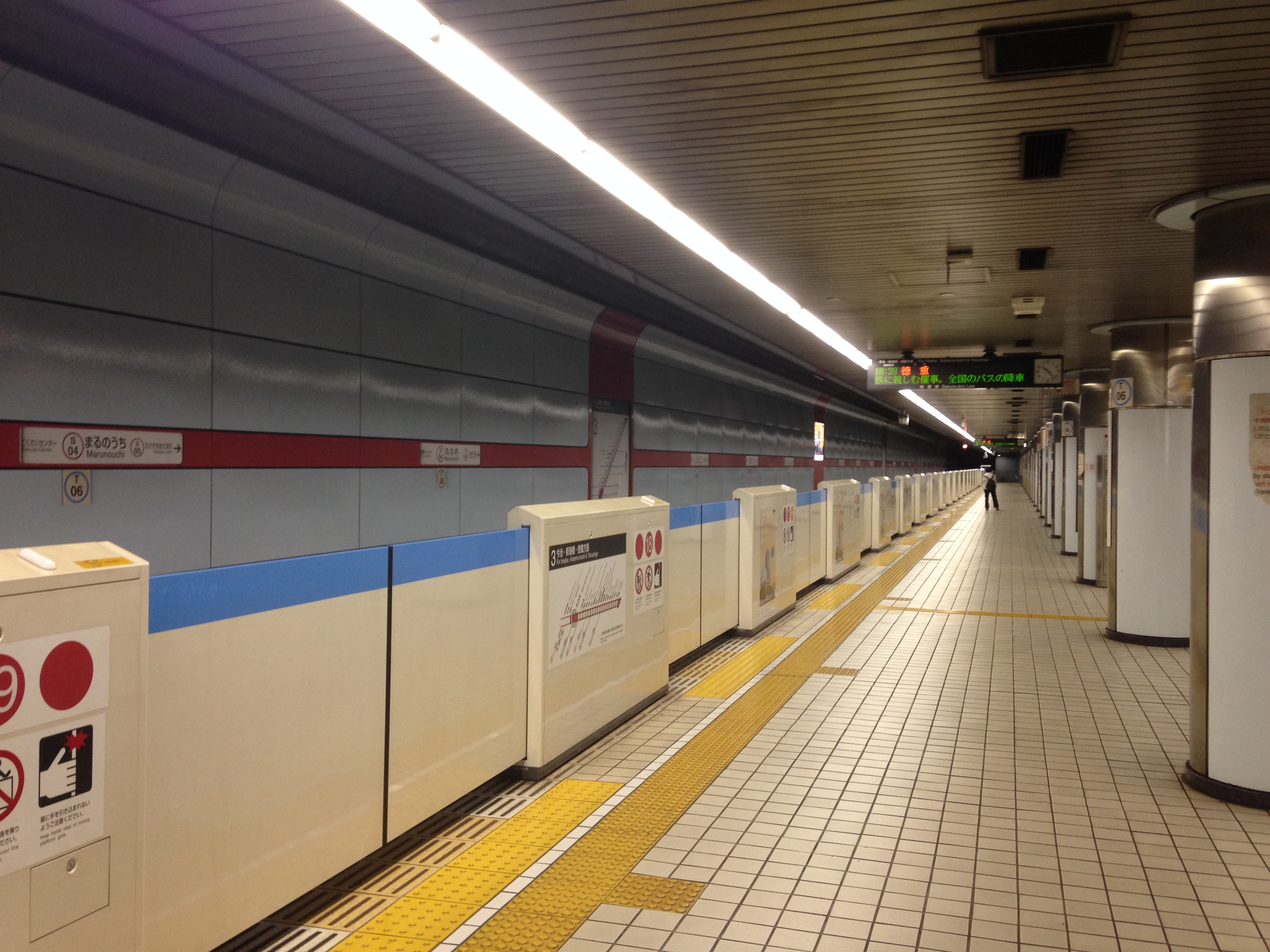
Vue du quai de la ligne Sakura-dōri

- Ligne Tsurumai :
  - voie 1 : direction Akaike
  - voie 2 : direction Kami-Otai
- Ligne Sakura-dōri :
  - voie 3 : direction Tokushige
  - voie 4 : direction Taiko-dori

## À proximité
- Aichi Gokoku-jinja
- Nagoya-jinja